# Андреа Янноне
Андре́а Янно́не (італ. Andrea Iannone; 9 серпня 1989, Васто, Італія) — італійський мотогонщик, триразовий бронзовий призер чемпіонату світу з шосейно-кільцевих мотогонок серії MotoGP в класі Moto2 (2010—2012). У сезоні 2016 року виступає у класі MotoGP за команду «Ducati Team» під номером 29.

## Прізвиська
Перше прізвисько Янноне отримав на Гран-Прі Сан Марино у 2010 році, коли під час гонки у класі Moto2 одягнув шолом в стилі «Неймовірного Халка». На задній частині шолома був розміщений наступний напис: «The Incredible Iannhulk». У 2011 році Андреа носив прізвисько «Божевільний Джо» — цей напис розмістив на задній частині комбінезону. Таке прізвисько йому дали друзі за його агресивний стиль водіння та неймовірні маневри під час гонки. У 2012 році "Crazy Joe" було змінено на «Maniac Joe» — для того, щоб підкреслити перше прізвисько ще більше. У Муджелло Іаноне використовував колірну схему сусідньої пожежної станції, з цієї гонки отримав також прізвисько «Джо пожежник».

## Кар'єра

### 2014
Сезон 2014 Яноне провів в команді «Pramac Racing». Виступаючи на мотоциклі Desmosedici GP14 він не міг на рівних конкурувати з гонщиками на японських мотоциклах, проте демонстрував непогані результати. Найвищими результатами у сезоні стали три 5-х місця.

### 2015
Після закінчення сезону 2014 Андреа був запрошений у команду «Ducati Team» на заміну Кела Кратчлоу, який перейшов у «Team LCR». Там він отримав у своє розпорядження мотоцикл Desmosedici GP15 заводської специфікації. Андреа віддячив команді за довіру вже у дебютній гонці сезону в Катарі, де посів третє місце, вперше у своїй кар'єрі в «королівському» класі потрапивши на подіум. В наступних чотирьох гонках він продовжив успішні виступи, жодного разу не фінішуючи нижче шостого місця. На шостому етапі сезону, рідному для себе Гран-Прі Італії, Андреа зумів здобути дебютний для себе в «королівському» класі поул, закінчивши гонку на другому місці. Додавши до свого активу ще один подіум (третє місце в Австралії), Андреа за підсумками сезону посів 5-те місце загального заліку.

#### Статистика виступів в розрізі сезонів
| Сезон | Клас   | Команда                           | Мотоцикл         | Гонки | Пер | Под | ПП | НК | Очки  | Місце |
| ----- | ------ | --------------------------------- | ---------------- | ----- | --- | --- | -- | -- | ----- | ----- |
| 2005  | 125cc  | Abruzzo Racing Team               | Aprilia RS 125   | 16    | 0   | 0   | 0  | 0  | 20    | 20    |
| 2006  | 125cc  | TicinoHosting Campetella JNR Team | Aprilia RS 125   | 11    | 0   | 0   | 0  | 0  | 15    | 22    |
| 2007  | 125cc  | WTR Team                          | Aprilia RS 125   | 17    | 0   | 0   | 0  | 0  | 26    | 20    |
| 2008  | 125cc  | I.C. Team                         | Aprilia RSV 125  | 17    | 1   | 1   | 1  | 0  | 106   | 10    |
| 2009  | 125cc  | Ongetta Team I.S.P.A.             | Aprilia RSA 125  | 16    | 3   | 4   | 2  | 1  | 125,5 | 7     |
| 2010  | Moto2  | Fimmco Speed Up                   | FTR Moto M210    | 17    | 3   | 8   | 5  | 6  | 199   | 3     |
| 2011  | Moto2  | Speed Master                      | Suter MMX1       | 17    | 3   | 6   | 0  | 7  | 177   | 3     |
| 2012  | Moto2  | Speed Master                      | FTR Moto M212    | 17    | 2   | 5   | 0  | 0  | 193   | 3     |
| 2013  | MotoGP | Energy T.I. Pramac Racing         | Desmosedici GP13 | 16    | 0   | 0   | 0  | 0  | 57    | 12    |
| 2014  | MotoGP | Pramac Racing                     | Desmosedici GP14 | 17    | 0   | 0   | 0  | 0  | 102   | 10    |
| 2015  | MotoGP | Ducati Team                       | Desmosedici GP15 | 18    | 0   | 3   | 1  | 1  | 188   | 5     |
| 2016* | MotoGP | Ducati Team                       | Desmosedici GP16 |       |     |     |    |    |       |       |

Примітка: * — сезон триває.

## Рекорди
- Андреа належить рекорд максимальної швидкості — під час Гран-Прі Італії-2016 він на мотоциклі Ducati Desmosedici GP16 зміг розігнатись до 354,9 км/год[4].

## Цікаві факти
- Андреа є вболівальником футбольного клубу «Мілан». Так, на Гран-Прі Валенсії-2014 він виступав у шоломі, виконаному у кольорах та з логотипом клубу, який він отримав з рук Барбари Берлусконі, віце-президента команди[5].
- На початку своєї кар'єри у «королівському» класі Андреа набув слави вічно падаючого гонщика. Так, у сезоні 2013 він впав 12 разів, а у 2014 — 14. Щоправда, в 2015-му він став одним із найстійкіших у класі[6].